# 斯海彭澤爾
斯海彭澤爾（Scherpenzeel）是荷蘭的一個市镇。2017年，斯海彭澤爾有人口9,724人。該地區最著名的地標有前市政廳。

## 外部連結
- 维基共享资源上的相關多媒體資源：斯海彭澤爾
- Official website （页面存档备份，存于）